# Éric Piccoli
Pour les articles homonymes, voir Piccoli.
Éric Piccoli, né le 13 novembre 1985 à Montréal, est un réalisateur, producteur et scénariste québécois. Il est aussi cofondateur de la compagnie Babel films.

## Biographie
Dès son jeune âge, Éric Piccoli s'intéresse au dessin et à l'illustration. Il oriente ses études collégiales vers le domaine du dessin animé et est diplômé, en 2006, par le Cégep du Vieux Montréal.
Il poursuit ses études universitaires, mais cette fois vers la production cinématographique. Il fréquente l'Université Concordia où il décroche un baccalauréat en Film Production. 
Il se fait connaître du public, en diffusant en 2009, une Web-série Post-apocalyptique nommée Temps mort. La série se démarque rapidement et  attire l'attention de la Société Radio-Canada qui propose alors à Éric Piccoli de financer la suite du projet. Deux autres saisons verront le jour et seront diffusées sur le portail ICI TOU.TV. Temps mort reçoit deux nominations au International Emmy Awards et remporte en 2012 le prix Gémeaux de la meilleure série.
En 2014, il présente au public une nouvelle Web-série, Projet-M. Il s'agit d'un œuvre de science-fiction d'anticipation qui traite d'un « univers où les ressources naturelles de la Terre se raréfient ». Quatre astronautes sont placés à bord d'une station spatiale pour une durée de 3 ans. Une guerre majeure éclate alors sur Terre et les protagonistes vivront cette angoissante situation de l'extérieur. Cette web-série met principalement en vedette les acteurs Jean-Nicolas Verreault, Julie Perreault, Nadia Essadiqi, Julien Deschamps-Jolin et Pierre Verville. À l’automne 2014, Éric Piccoli coréalise avec Félix Rose le long métrage documentaire Yes, qui suit l’artiste visuel Simon Beaudry, alors qu'il traverse l'Écosse à quelques jours d’un référendum sur son indépendance. Beaudry y fait alors des performances artistiques visant à échanger avec la population. Le film fait plusieurs parallèles avec la situation du Québec. Yes sera présenté en première lors d’une soirée Tapis bleu aux Rendez-vous Québec cinéma en février 2017. Le documentaire sortira par la suite dans quelques salles.  
En 2018, il signe la deuxième saison de la série Écrivain public. Le Devoir la sacre « Meilleure websérie québécoise 2018. » 
En 2019, il complète la troisième et dernière saison d’Écrivain public. 
Il agit en 2020 comme directeur photo et coproducteur du documentaire Les Rose de Félix Rose qui connaît un succès critique et populaire,,,. Il développe également avec Félix Rose à titre de coréalisateur un projet de série télé sur l’histoire du FLQ. En 2017, le duo s’associe à la réalisatrice Flavie Payette-Renouf et aux journalistes Antoine Robitaille et Dave Noel, qui ont entamé un projet sur François Mario Bachand (1944-1971), felquiste mystérieusement assassiné à Paris. Le groupe décide de collaborer pour développer une série documentaire, Le dernier felquiste, proposant une intrigue autour du meurtre de Bachand, ce qui leur permet du même coup de raconter l’histoire des différents réseaux du FLQ de 1963 à 1971. Le tournage-fiction est annulé à cause de la pandémie COVID-19 et est remplacé par de l’animation de Eric Piccoli, ce qui s’avère finalement bénéfique. La série documentaire de six épisodes, coproduite par Babel Films et Les productions Déferlantes, est lancée le 5 octobre sur Club illico. Dans le palmarès de fin de l’année du journal Le Devoir, Le dernier felquiste est nommé meilleure série documentaire québécoise de l’année et est également reconnu comme une des séries marquantes de l’année par le journal Métro. 
En mars 2021, Piccoli complète l’adaptation du roman Je voudrais qu'on m'efface, d’Anaïs Barbeau-Lavalette, diffusée sur la plateforme tou.tv. La série, qui porte le même titre que le roman, raconte l'histoire de plusieurs familles habitant le même bloc d'appartements dans le quartier de Saint-Michel. La série est bien reçu par la critique et les acteurs Julie Perreault et Anglesh Major sont invités à la populaire émission Tout le monde en parle.  
Éric Piccoli est en développement de deux longs métrages intitulés Chercher le miracle et Le train du nord et est le cofondateur (avec Marco Frascarelli) de la maison de production Babel films.

## Filmographie
- Je voudrais qu'on m'efface (2021, fiction, 8 x 20 min)
- Le dernier felquiste (2020, série documentaire, 6 x 60 min)
- Mon père, Elvis (2019, documentaire, 15 min)
- Je voudrais qu’on m’efface (2019, fiction, épisode pilote, 2 min)
- Revenu (2018, fiction, 5 min)
- Écrivain public – saison 2 (2018, fiction, série 5 x 25 min)
- Into the creed (2017, documentaire, 20 min)
- Yes (2016, documentaire, 82 min)
- Le Miracle (2015, court métrage, 3 min)
- Projet-M (2014, long métrage + websérie, 90 min)
- Référ-o-scope (2013, websérie pour la Société québécoise de la schizophrénie)
- Temps mort : La Communauté (2012, long métrage + websérie, 143 min)
- Temps mort : Sur la route (2010, long métrage + websérie, 115 min)
- Sortir du bois (2010, court métrage, 12 min)
- Temps Mort : L’Hiver éternel (2009, série web, 50 min)
- Simple coup du destin (2009, court métrage, 10 min)
- Waxman (2006, court métrage d’animation, 2 min)

### Vidéoclips
- Chacun son récit - White-B (2019, 4 min)[17]
- Cent pas de Joëlle (2011, 4 min)
- Comme des rames - Klô Pelgag (2011, 4 min)

## Récompenses et nominations
- Meilleure série en langue étrangère (Écrivain public) — NYC Webfest — États-Unis, 2018[18]
- Meilleur scénario avec Michel Duchesne (Écrivain public) — Asia Web Awards — Corée du sud, 2018
- Nomination, meilleur texte avec Michel Duchesne (Écrivain public) — Prix Gémeaux — Canada, 2018
- Meilleure direction photo - Raindance Film Festival (Projet-M) – Royaume-Uni, 2014
- Meilleure réalisation - Marseille Webfest (Projet-M) – France, 2014
- San Diego Film Festival (Projet-M) – États-Unis, 2014
- Calgary International Film Festival pour Projet-M – Canada, 2014
- Meilleure série originale – Nouveaux médias (Projet-M) – Prix Gémeaux – Canada, 2014
- Best Francophone Award (Projet-M) – Banff World Media Festival – Canada, 2014
- Meilleure direction photo - Melbourne Webfest (Projet-M) – Australie, 2014
- Meilleure direction photo - LA Webfest (Projet-M) – États-Unis, 2014
- Meilleure série de science-fiction - LA Webfest (Projet-M) – États-Unis, 2014
- Nomination aux International Emmy Awards (Temps Mort : La communauté) – États-Unis, 2013
- Meilleure série numérique (Temps Mort) - Prix Gémeaux – Canada, 2012
- Nomination aux International Emmy Awards (Temps Mort : sur la route) – États-Unis, 2012
- Best Online Drama (Temps Mort 2) – Banff World Media Festival – Canada, 2011